# Cozoltepec
Cozoltepec är en ort i Mexiko.   Den ligger i kommunen Huitzilan de Serdán och delstaten Puebla, i den sydöstra delen av landet, 160 km öster om huvudstaden Mexico City. Cozoltepec ligger 1 219 meter över havet och antalet invånare är 223.
Terrängen runt Cozoltepec är bergig västerut, men österut är den kuperad. Runt Cozoltepec är det ganska tätbefolkat, med 65 invånare per kvadratkilometer. Närmaste större samhälle är Olintla, 19,9 km norr om Cozoltepec. I omgivningarna runt Cozoltepec växer i huvudsak städsegrön lövskog.